# Giovanna Fratellini
Giovanna Fratellini nata Marmocchini Cortesi (Firenze, 27 ottobre 1666 – Firenze, 18 aprile 1731) è stata una pittrice italiana del periodo barocco.

## Biografia

### La giovinezza
Giovanna Marmocchini Cortesi era nata a Firenze il 27 ottobre 1666, figlia di Petronilla Beccatelli e di Giovanni Marmocchini Cortesi. 
Ancora fanciulla fu introdotta dallo zio alla corte di Vittoria Della Rovere, granduchessa di Toscana. Educata presso la corte medicea studiò diverse tecniche pittoriche: imparò l'arte della pittura su miniatura con il monaco cappuccino Ippolito Galantini, miniatore di corte, poi studiò disegno e pittura ad olio con il pittore Anton Domenico Gabbiani, infine si affinò nella tecnica dei pastelli con il maestro Domenico Tempesti.
Nel 1684, all'età di 18 anni, sposò Giovanni Fratellini, cognome con il quale è maggiormente conosciuta nel mondo dell'arte. Nel 1690 la coppia ebbe un figlio, Lorenzo Maria.
Come artista divenne presto maestra soprattutto nell'uso dei pastelli, molto apprezzata fra i membri ed i frequentatori della corte medicea. 
Nel 1706 fu accettata nell'Accademia delle arti del disegno di Firenze e nel 1710 fu elevata a membro ufficiale dell'Accademia.

### Ritrattista ufficiale di corte

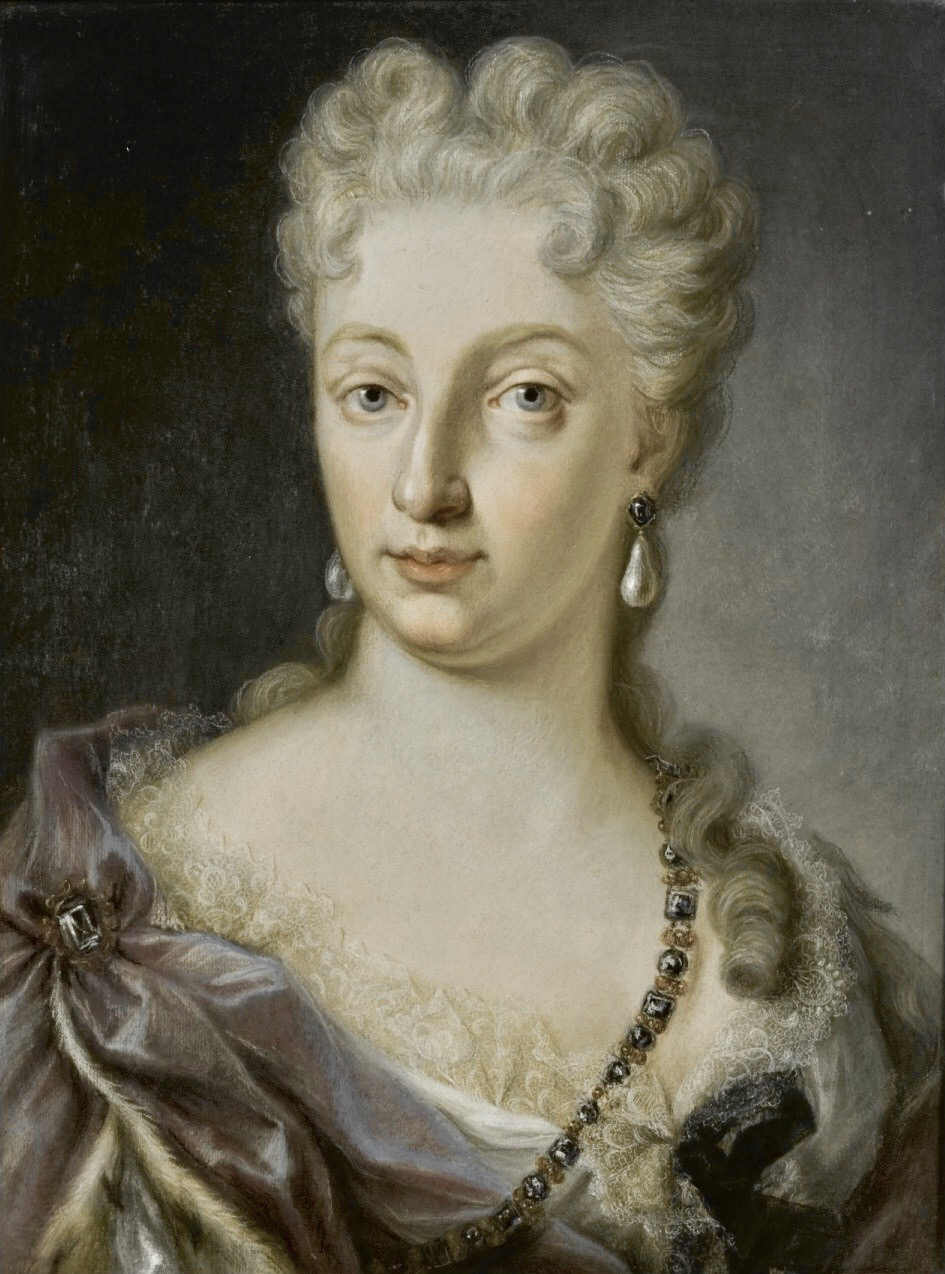
Giovanna Fratellini, “Ritratto di Violante Beatrice di Baviera, gran principessa di Toscana, governatrice di Siena, all’età di 30 anni”, (1720 ca)

Nominata ritrattista ufficiale alla corte dei Medici, eseguì innumerevoli miniature, pastelli e smalti che, secondo l'uso del tempo, incastonati con pietre preziose o racchiusi in medaglioni, erano dati in dono alle dame e ad ospiti illustri del granduca o inviati per ricordo a parenti lontani.
Soprattutto Violante Beatrice di Baviera, moglie del principe Ferdinando de' Medici, le commissionò innumerevoli ritratti e miniature. Esiste documentazione che solo fra il 1717 ed il 1722 Violante Beatrice commissionò alla pittrice oltre venti fra pastelli e miniature in avorio. 
La stessa Violante Beatrice inviò la Fratellini prima a Bologna, per eseguire i ritratti di Giacomo Stuart, figlio del re d'Inghilterra Giacomo II, di sua moglie Maria Clementina Sobieska e dei loro figli, e poi a Venezia per ritrarre altri membri della casata. 
A Venezia Giovanna incontrò anche la pittrice, ritrattista come lei, Rosalba Carriera (a cui è stata spesso accostata e paragonata dagli storici dell'arte). Risulta che l'incontro fu amichevole e la corrispondenza successivamente intercorsa fra le due pittrici conferma una certa cordialità e una stima reciproca.
Per tutta la vita la Fratellini condivise la sua attività artistica con altre donne pittrici, soprattutto Maria Maddalena Baldacci e Violante Beatrice Siries, che prese il suo posto di ritrattista ufficiale di corte dopo la sua morte. 
Giovanna Fratellini morì a Firenze il 18 aprile 1731, all'età di 65 anni. È sepolta nella chiesa di Ognissanti, vicino alla tomba del figlio Lorenzo Maria, che era deceduto nel 1729, all'età di 39 anni. 

### Attività artistica
I ritratti a pastello della Fratellini erano apprezzati soprattutto per la straordinaria raffinatezza, allo stesso tempo “nobile e virtuosa”. 
Oggi molti sono conservati agli Uffizi di Firenze (alcuni esposti, molti altri nei magazzini, in attesa di restauro).

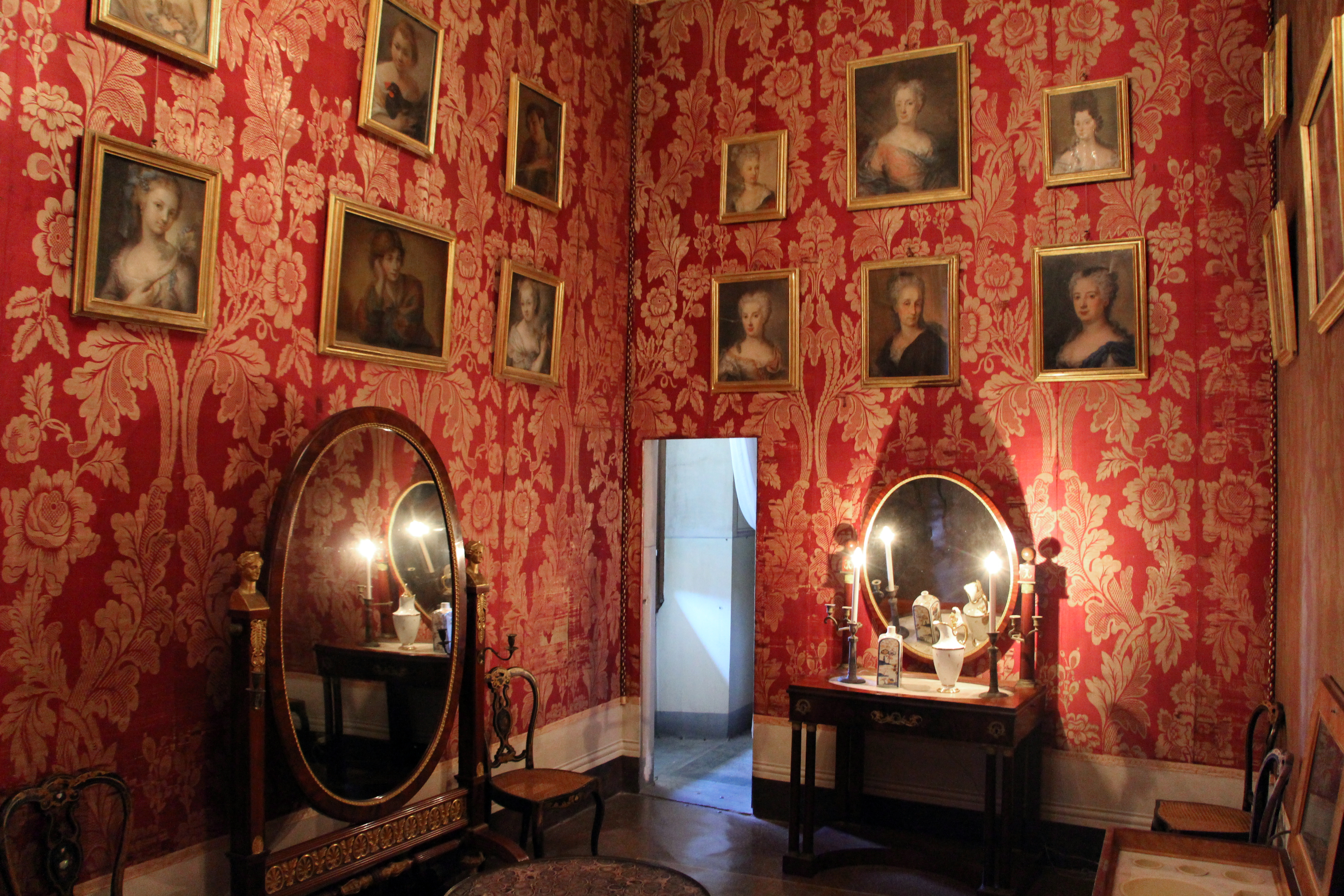
"Sala da toeletta" nella villa La Petraia di Castello (Firenze)

Una serie piuttosto ampia di ritratti è conservata nella villa medicea La Petraia, situata nella zona collinare di Castello, poco sopra Firenze. I dipinti si trovano nella "sala da toeletta" e vi furono appesi quando la villa fu riarredata in epoca sabauda (1865). Durante il breve periodo di Firenze capitale d'Italia la villa fu infatti residenza di Vittorio Emanuele II e di Rosa Vercellana, sua moglie morganatica. La "sala da toeletta" fu allestita adiacente alla camera di Rosa (comunemente detta "camera della bella Rosina").
La Fratellini realizzò anche alcuni autoritratti, fra i quali il più conosciuto, dipinto nel 1720, è esposto nel "corridoio vasariano", nel tratto dedicato alle opere settecentesche sopra Ponte Vecchio. 
Nonostante non ne sia rimasta alcuna testimonianza materiale, il biografo settecentesco Federico Moucke ricorda che, oltre ai ritratti, la pittrice dipinse anche alcuni soggetti sacri per il granduca Cosimo III de' Medici e che il principe Ferdinando le commissionò varie opere storiche e mitologiche a pastello, per le quali (da registrazioni esistenti) la Fratellini fu pagata fino a 15 scudi per ogni dipinto a pastello completato.

## Oblio e rivalutazione

### Apprezzamenti nel XVIII secolo
Il primo biografo di Giovanna Fratellini fu il tipografo ed appassionato d'arte Francesco Moucke, il quale dichiarò di aver tratto le informazioni da un manoscritto autografo della pittrice. Nella sua “Serie di ritratti di celebri pittori….” (Vol. IV, pubblicato nel 1762), scrisse un ampio elogio dell'artista in forma di biografia e la definì pittrice di «non ordinario talento», conosciuta e protetta da principi e potenti, la cui fama aveva raggiunto molti paesi stranieri.
Anche il gesuita e storico dell’arte Luigi Antonio Lanzi fornì un giudizio lusinghiero della Fratellini (“non ignara della invenzione e spertissima ne’ ritratti”) nel suo trattato del 1809.

### Riscoperta nel XX secolo
Successivamente l'artista fiorentina è stata a lungo ignorata dagli storici dell'arte, ed è stata riconsiderata solo a partire dalla seconda metà del Novecento, quando tuttavia venne ritenuta inferiore rispetto alla più celebrata pastellista veneziana Rosalba Carriera. Soltanto con gli studi di Mario Monteverdi (1981) e di Silvia Meloni Trkulja (1989) sulla pittura del Settecento si è avuta una rivalutazione della sua opera.
Attualmente continua a non godere di grande considerazione da parte degli storici dell’arte italiani, ma è stata trattata e rivalutata nelle opere di alcuni studiosi stranieri. 
Lo storico dell’arte inglese Neil Jeffares ha inserito nel suo "Dictionary of pastellists before 1800" (Dizionario dei pastellisti antecedenti il 1800), del 2006, un'ampia biografia dell'artista, arricchita da illustrazioni.
La giornalista e appassionata d'arte americana Jane Fortune nel 2009 ha pubblicato il saggio Invisible Women: Forgotten Artists of Florence ("Donne invisibili: artiste di Firenze dimenticate")., sul quale si è basata nel 2012 la WFYI Productions di Indianapolis per il documentario televisivo omonimo. Il documentario mette in luce le migliaia di opere di artiste donne in deposito nei musei di Firenze, tra cui gran parte dei pastelli realizzati da Giovanna Fratellini e rivela i legami creativi e di successione artistica tra lei e le artiste Violante Beatrice Siries e Anna Piattoli Bacherini. Soprattutto presenta la Fratellini come esempio di donna artista che insegnava ad altre donne nella Firenze barocca. 

Il documentario è risultato vincitore di un premio Emmy Award 2013 come miglior documentario nella categoria “programmi storico/culturali”